# Природное тело
Природное тело (те́ло в природоведении или естественной истории; англ. Natural body) — объект научного изучения в естествознании.
Для каждого царства природы характерен собственный объект изучения (естественно-историческое природное тело) и особые методы его исследования.
Различаются природные (естественные) и искусственные тела.

## История
Это исторический термин (широко распространённый в естествознании до XX века), характеризующий естественно-историческое природное тело
В 1735 году Карл Линней в книге Система природы выделил три царства:
1. минеральное — мёртвое царство (неживая природа)
2. растительное — царство произрастателей
3. животное — царство животных

C тех пор частное естествознание это совокупность трёх наук: минералогия в широком понимании (современная геология), ботаника и зоология.

В 1883 году В. В. Докучаев добавил четвёртое царство с особым природным телом:
- почвы — природное тело, био-косное царство (природная система сочетающая признаки живого и неживого).

«Почва есть такое же самостоятельное естественно-историческое тело, как любое растение, любое животное, как любой минерал, … оно есть результат, функция, совокупной взаимной деятельности следующих агентов почвообразователей: климата данной местности, её растительных и животных организмов, рельефа и возраста страны или абсолютной её высоты, наконец, подпочвы, (т. е., грунтовых материнских горных пород)». Профессор В.В. Докучаев, 1899.